# Shifting City
Shifting City ist das fünfte Soloalbum des ehemaligen Ultravox-Sängers John Foxx. Es wurde von Foxx zusammen mit dem britischen Musiker Louis Gordon geschrieben und aufgenommen und erschien 1997 auf Foxx’ eigenen Label Metamatic.

## Titelliste
1. The Noise (4:17, Foxx)
2. Crash (5:24, Foxx/Gordon)
3. Here We Go (7:03, Foxx/Gordon)
4. Shadow Man (7:26, Foxx)
5. Through My Sleeping (5:03, Foxx)
6. Forgotten Years (5:43, Foxx/Gordon)
7. Everyone (5:58, Foxx/Gordon)
8. Shifting City (3:36, Foxx)
9. Concrete, Bulletproof, Invisible (5:42, Foxx/Gordon/Leven)
10. An Ocean We Can Breathe (6:23, Foxx/Gordon)

## Entstehungsgeschichte
Nach seinem 1985er-Album In Mysterious Ways verlor Foxx das Interesse am Musikbusiness und betätigte sich primär als Grafikdesigner. Anfang der 1990er-Jahre begann er wieder, sich mit Musik auseinanderzusetzen. Inspiriert durch die boomende House- und Acidszene in Detroit und London fokussierte er sich zeitweise auf elektronische Tanzmusik, so gründete er mit Tim Simenon von Bomb the Bass ein Acid-Projekt namens Nation XII, in dessen Rahmen einige Singles sowie die Computerspiel-Soundtracks zu Gods und Speedball entstanden, und führte Regie beim Musikvideo zur Debütsingle von LFO. Von 1992 bis 1995 hielt er sich (abgesehen von einem gescheiterten Bandprojekt) erneut vom Musikbusiness fern und ging seinem Lehrauftrag für Grafikdesign an der Leeds Metropolitan University nach.
Vor diesem musikalischen Hintergrund ist das plötzliche Wiederauftauchen von Foxx 1997 zu betrachten. Er hatte den Multiinstrumentalisten Louis Gordon im Januar 1995 auf einem von dessen Konzerten kennengelernt und drei Tage später zu einer gemeinsamen Aufnahme überredet. Gleichzeitig mit dem Ambient-Album Cathedral Oceans erschien Shifting City, ein Elektropop-Album. Shifting City greift den unterkühlten, minimalistischen Stil des 1980er Metamatic-Albums auf, gibt sich jedoch eingängiger und poppiger und verwendet für die schnelleren Stücke an IDM angelehnte Beats. Auch Anleihen an die psychedelische Phase der Beatles treten deutlich hervor, ein Aspekt, mit dem Foxx schon auf seinem 1983er-Album The Golden Section experimentierte.
Die Tracks Through My Sleeping und Concrete, Bulletproof, Invisible wurden ursprünglich für Nation XII geschrieben, ersteres unter dem Titel „Leaving“. Auf der 2005 veröffentlichten Nation-XII-Retrospektive Electrofear sind beide Stücke enthalten, als Autoren werden Foxx, House-Produzent Shem McCauley, Kurt Rogers und der ehemalige The-Fall-Produzent Simon Rogers genannt. Die Coverfotografie von Shifting City, die ausschnittsweise und teils verfremdet mehrfach im Booklet der CD wiedergegeben wird, stammt von Keith Brofsky.
Im Oktober 2009 erschien eine Special Edition des Albums, die zwei CDs umfasste. Auf der ersten CD waren zusätzlich zum ursprünglichen Album eine frühe Version von Shadow Man sowie mit Quiet Men und Just For A Moment zwei live gespielte Titel der Subterranean Omnidelic Exotour-Tournee enthalten. Auf der zweiten CD befanden sich 13 live gespielte Titel der Omnidelic Exotour-Tournee.

## Rezeption
Aaron Badgley von Allmusic bescheinigte dem Album „starke Melodien“ und „beängstigende, experimentelle elektronische Klänge“ und vergab drei von fünf Sternen. Steven Grant und Brad Reno befanden im Rahmen einer John-Foxx-Retrospektive auf Trouser Press, dass Foxx „besessen von den Verrenkungen der modernen Welt“ sei, und „im Grunde seines Herzens ein Romantiker des 19. Jahrhunderts, der im Computerzeitalter gefangen ist“. Sie verglichen die Musik des Albums in Teilen mit der von Underworld.